# Magdalena Waligórska-Lisiecka
Magdalena Waligórska-Lisiecka (ur. 5 stycznia 1981 w Jędrzejowie) – polska aktorka teatralna i filmowa.

## Życiorys

### Wykształcenie
Jest absolwentką Państwowej Wyższej Szkoły Teatralnej im. Ludwika Solskiego w Krakowie (Wydział Aktorski we Wrocławiu), którą ukończyła w 2007.
Studiowała wiedzę o teatrze w Akademii Teatralnej w Warszawie.

### Kariera
Przed rozpoczęciem studiów grała w filmach i serialach, głównie role epizodyczne, m.in. w filmie Romana Polańskiego Pianista, w serialach Klan i Na dobre i na złe.
Ogólnopolską rozpoznawalność zyskała dzięki wcielaniu się w rolę barmanki Wioletki w serialu TVP1 Ranczo, w którym grała w latach 2006–2009 i 2011–2016.
W 2011 roku wystąpiła w teledysku do piosenki Ślepa miłość Anii Rusowicz w roli spikerki na początku klipu.

## Życie prywatne
2 września 2016 poślubiła aktora Mateusza Lisieckiego. Ceremonia odbyła się w Rzymie. Po ślubie przyjęli podwójne nazwiska. Mają dwoje dzieci, Piotra (ur. 18 lipca 2017) i Natalię (ur. 17 maja 2019).

## Filmografia
- 2005: Samo życie jako prostytutka
- 2005: Czego się boją faceci, czyli seks w mniejszym mieście jako aktorka (Seria III/odc. 14)
- 2006: Na Wspólnej jako dziewczyna (odc. 762)
- 2006: U fryzjera jako dziewczyna (odc. 8)
- 2006: Rodzina zastępcza jako Magda (odc. 238)
- 2006–2009, 2011–2016: Ranczo jako barmanka Wioletka, żona policjanta Staśka
- 2006: Niania jako pielęgniarka w klinice nasienia (odc. 59)
- 2006: Na dobre i na złe jako Iwona Osiak, siostra Basi (odc. 276, 278 i 280)
- 2006: Mrok jako Magda (odc. 8)
- 2006: M jak miłość jako ekspedientka (odc. 397)
- 2006: Egzamin z życia jako wolontariuszka (odc. 59)
- 2006: Dwie strony medalu jako pracownica stacji benzynowej (odc. 25)
- 2006: Bezmiar sprawiedliwości jako kochanka Kutra (odc. 1)
- 2007–2008: Pierwsza miłość jako Tatiana, prostytutka w night clubie „Lotos”
- 2007: Testosteron jako świadkowa Patrycji
- 2007: Ranczo Wilkowyje jako barmanka Wioletka
- 2007: Pitbull jako Irka Gniadek, dziewczyna Śruby„” (odc. 17)
- 2007: Odwróceni jako protokolantka (odc. 3)
- 2007: Królowie śródmieścia jako Patrycja (odc. 11)
- 2007: Halo, Hans! Czyli nie zemną te numery jako zakonnica (odc. 11)
- 2007: Faceci do wzięcia jako Dzidzia (odc. 30)
- 2007: Biuro kryminalne jako Beata Koniecpolska (odc. 29)
- 2008: Ile waży koń trojański? jako Żaneta, kochanka Darka
- 2009: BrzydUla jako Anita Bergman, asystentka Terleckiego
- 2009: Ślepy traf jako Amanda
- 2009: Randka w ciemno jako Magda, koleżanka Karola
- 2009: Plebania jako aktorka Oliwia Borzycka
- 2009: Ojciec Mateusz jako kobieta okradająca Możejkę (odc. 30)
- 2010: Szpilki na Giewoncie jako seksbomba (odc. 9)
- 2010: Optymista jako studentka
- 2010: 1920. Wojna i miłość jako kobieta w dorożce (odc. 1)
- 2011: Ojciec Mateusz jako Joanna Czarnocka, kochanka Szarguta (odc. 78)
- 2011: Los numeros jako dziewczyna z baru
- 2011: Ślepa miłość (teledysk do piosenki Anii Rusowicz) jako spikerka
- 2012-2015: Na dobre i na złe jako pielęgniarka Iza Rutka
- 2012: Big Love jako blondyna
- 2013: Przyjaciółki jako ciężarna klientka (odc. 21)
- 2013: Południk zerowy jako Agnieszka
- 2014: Prawo Agaty jako Żaneta Wilk (odc. 63, 66 i 67)
- 2014: Kino jako Ania
- 2015: Przypadki Cezarego P. jako żona "Materaca" (odc. 4 i 5)
- 2015: Moje córki krowy jako sekretarka oddziału neurochirurgii
- 2015: Komisarz Alex jako Lena Staszczyk (odc. 86)
- 2015: Singielka jako Justyna (odc. 49)
- 2018: Lombard. Życie pod zastaw jako Marzena, pracownica lombardu
- 2018: Ojciec Mateusz jako animatorka w Domu Aktora Weterana (odc. 247)
- 2018: Jak pokonać kaca jako nimfomanka Iwona
- 2019: Jesień (etiuda szkolna) – matka
- 2020: Uzdrowisko (serial telewizyjny) – fitnesiara Bożenka
- 2020: Ojciec Mateusz – prezenterka Ewelina Boler (odc. 307)